# Ben Nealon
Ben Nealon (Devon, 29 dicembre 1966) è un attore britannico.
Ha recitato in svariate serie televisive e deve la sua fama all'interpretazione di Jeremy Forsythe in Soldier soldier.
Al cinema, ha preso parte a due famose pellicole di Bollywood: Lagaan e The Rising.

## Filmografia
- Lagaan (2001), Tenente Smith
- Perks (2003), Karl Brady (cortometraggio)
- The Norhern Lights (2004), Peter (cortometraggio)
- The Rising (2005), Hewson